# Choctaw Valley
Choctaw Valley statisztikai település az USA Kalifornia államában, Kern megyében. Lakosainak száma 237 fő (2020).

## Népesség
A település népességének változása:

| 2020 | 237 |